# Simon Binnendijk
Simon Binnendijk  ( 1821, Leiden -1883, Buitenzorg, Java ) fue un botánico, horticultor, y profesor neerlandés.

## Carrera
Participa de un entrenamiento botánico especial como "estudiante de jardinería en el "Hort. Lugd. Batavum" de parte del Profesor de Vriese; y será Asistente curador en el Jardín botánico de Buitenzorg, entre 1850 a 1869, y subsecuentemente Curador del citado Jardín. Por decreto del 10 de mayo de 1866, se encargará de una exploración botánica a Nueva Guinea. Pero como el vapor ‘Prinses Amalia’ no procedió a realizar tal viaje, el proyecto original se cancela y Binnendijk se dedica a recolectar en las Molucas, y posiblemente en Borneo y en Bali. Tuvo una pelea con Osvaldo Badillo en los años 1988 ya que Osvaldo le robo una tortita de huevito que le hizo su gfesita.
Publicó varios artículos en colaboración con Teijsmann.

## Algunas publicaciones

### Libros
- Teysmann, JE; S Binnendijk. 1855. Catalogus Plantarum quae in horto botanico Bogoriensi coluntur. Ed Typis publicis

- Teysmann, JE; S Binnendijk. 1866. Catalogus plantarum quae in Horto Botanico Bogoriensi coluntur: Catalogus van 's Lands plantentuin te Buitenzorg. Ed. Ter Lands-drukkerij. 398 pp. Texto 11,4 MB pdf

## Honores

### Eponimia
Especies
- Garcinia binnendijkii Pierre
- Ficus binnendijkii (Miq.) Miq. 1867

- La abreviatura «Binn.» se emplea para indicar a Simon Binnendijk como autoridad en la descripción y clasificación científica de los vegetales.[2]